# Sudden Strike Forever
Sudden Strike Forever (в России Противостояние 3: Война продолжается) — официальное дополнение к компьютерной игре Sudden Strike. Ставится только поверх установленного Sudden Strike, отдельно не работоспособен.

## Список изменений

### Кампании и миссии
- 4 новые кампании (Германия, США, Великобритания, СССР). Каждая из них имеет три миссии.
- Дополнительные 4 одиночных миссии.
- 10 многопользовательских миссий, в том числе поддерживающих новые типы многопользовательских.

### Изменения геймплея
- Несколько усовершенствованный интерфейс, а также новые игровые элементы.
- Теперь играющий видит тип солдат, находящихся внутри машины или здания.
- Солдат теперь можно высадить из машин и зданий одним кликом.
- Оптимизированы команды на минирование/разминирование дорог и мостов.
- Возможность отправки предопределённых сообщений одним кликом.
- Появились новые типы карт: зимние, осенние и пустынные.
- У некоторых юнитов есть бинокли, дающие возможность дальнего обзора.
- Офицеры дают новые возможности любым юнитам.
- Огонь прямой наводкой из гаубиц (активируется нажатием «Пробела»).
- Более реалистичное отображение гаубиц и некоторых артиллерийских орудий (в частности, невозможность транспортировки солдатами вручную, без использования тягачей).
- Перезарядка артиллерийских орудий с использованием снарядных корзин (без грузовиков снабжения).
- Появился редактор карт и миссий (со стандартным интерфейсом Windows), как для одиночной, так и для многопользовательской игры.
- Более 30 новых юнитов.